# Michael Biel
Michael Biel (* 7. Dezember 1980 in Hagenow) ist ein deutscher Politiker (SPD). Er ist seit April 2023 und war bereits von 2021 bis März 2023 Staatssekretär für Wirtschaft in der Berliner Senatsverwaltung für Wirtschaft, Energie und Betriebe. 2023 war er kurzzeitig Mitglied des Abgeordnetenhauses von Berlin.

## Leben
Biel absolvierte 2001 sein Abitur am Fachgymnasium Wirtschaft in Schwerin. Anschließend studierte er Politikwissenschaft an der Freien Universität Berlin. Dieses Studium schloss er 2014 als Diplom-Politikwissenschaftler ab. Von 2004 bis 2006 arbeitete er für den SPD-Bundestagsabgeordneten Klaus Uwe Benneter. Von 2006 bis 2014 war er für den Abgeordneten Ewald Schurer tätig. Von 2014 bis 2021 war er Büroleiter des Abgeordneten Michael Groß. 2021 war er kurzzeitig für den Abgeordneten Brian Nickholz tätig.
Biel ist verheiratet und lebt mit seinem Ehemann in Berlin-Schöneberg.

## Politik
Biel war bis 2021 einer der beiden Vorsitzenden der SPD in Berlin-Schöneberg. Seit 2021 ist er Landeskassierer der SPD Berlin. Bei der Wahl zum Abgeordnetenhaus von Berlin 2021 trat er im Wahlkreis Tempelhof-Schöneberg 2 an, verfehlte jedoch den Einzug ins Abgeordnetenhaus. Bei der Wiederholungswahl 2023 zog er ins Abgeordnetenhaus ein.
Am 23. Dezember 2021 wurde er zum Staatssekretär für Wirtschaft in der Berliner Senatsverwaltung für Wirtschaft, Energie und Betriebe ernannt. Mit dem Einzug in das Abgeordnetenhaus schied er am 16. März 2023 als Staatssekretär aus. Am 28. April 2023 wurde er unter Senatorin Franziska Giffey erneut zum Staatssekretär für Wirtschaft in der Senatsverwaltung für Wirtschaft, Energie und Betriebe ernannt und schied wiederum aus dem Abgeordnetenhaus aus. Für ihn rückte Wiebke Neumann ins Abgeordnetenhaus nach.